# Ararat, Armenia
Ararat là một thành phố thuộc tỉnh Ararat, Armenia. Dân số ước tính năm 2011 là 8275 người.

## Khí hậu
Thành phố có khí hậu khô hạn với lượng mưa rất thấp. Mùa đông lạnh và có tuyết trong khi mùa hè dài và nóng bức.
| Dữ liệu khí hậu của Ararat                                                      | Dữ liệu khí hậu của Ararat | Dữ liệu khí hậu của Ararat | Dữ liệu khí hậu của Ararat | Dữ liệu khí hậu của Ararat | Dữ liệu khí hậu của Ararat | Dữ liệu khí hậu của Ararat | Dữ liệu khí hậu của Ararat | Dữ liệu khí hậu của Ararat | Dữ liệu khí hậu của Ararat | Dữ liệu khí hậu của Ararat | Dữ liệu khí hậu của Ararat | Dữ liệu khí hậu của Ararat | Dữ liệu khí hậu của Ararat |
| Tháng                                                                           | 1                          | 2                          | 3                          | 4                          | 5                          | 6                          | 7                          | 8                          | 9                          | 10                         | 11                         | 12                         | Năm                        |
| ------------------------------------------------------------------------------- | -------------------------- | -------------------------- | -------------------------- | -------------------------- | -------------------------- | -------------------------- | -------------------------- | -------------------------- | -------------------------- | -------------------------- | -------------------------- | -------------------------- | -------------------------- |
| Trung bình ngày tối đa °F (°C)                                                  | 35 (2)                     | 42 (6)                     | 55 (13)                    | 64 (18)                    | 76 (24)                    | 83 (28)                    | 93 (34)                    | 93 (34)                    | 83 (28)                    | 70 (21)                    | 56 (13)                    | 41 (5)                     | 66 (19)                    |
| Tối thiểu trung bình ngày °F (°C)                                               | 19 (−7)                    | 22 (−6)                    | 33 (1)                     | 44 (7)                     | 52 (11)                    | 59 (15)                    | 67 (19)                    | 66 (19)                    | 56 (13)                    | 45 (7)                     | 33 (1)                     | 25 (−4)                    | 43 (6)                     |
| Lượng Giáng thủy trung bình inches (mm)                                         | 0.9 (23)                   | 0.5 (13)                   | 0.2 (5.1)                  | 0.8 (20)                   | 0.8 (20)                   | 0.4 (10)                   | 0.3 (7.6)                  | 0.7 (18)                   | 0.1 (2.5)                  | 0.5 (13)                   | 0.7 (18)                   | 0.2 (5.1)                  | 6.1 (155.3)                |
| Nguồn: http://www.worldweatheronline.com/Ararat-weather-averages/Ararat/AM.aspx |                            |                            |                            |                            |                            |                            |                            |                            |                            |                            |                            |                            |                            |

## Thành phố kết nghĩa
- Bussy-Saint-Georges, từ ngày 7 tháng 8 năm 2009[2]